# Professional'nyj Basketbol'nyj klub CSKA 2017-2018
Questa voce raccoglie le informazioni riguardanti il Professional'nyj Basketbol'nyj klub CSKA nelle competizioni ufficiali della stagione 2017-2018.

## Stagione
La stagione 2017-2018 del Professional'nyj Basketbol'nyj klub CSKA è la 27ª nel massimo campionato russo di pallacanestro, la VTB United League.

## Roster
Aggiornato al 27 luglio 2018
| PBK CSKA Mosca 2017-18 | PBK CSKA Mosca 2017-18 |
| Giocatori              | Staff tecnico          |
| ---------------------- | ---------------------- |

| N. | Naz.                                      | Ruolo | Nome                   | Anno | Alt.   | Peso   |  |
| -- | ----------------------------------------- | ----- | ---------------------- | ---- | ------ | ------ |  |
| 1  | Francia (bandiera)                        | PG    | Nando de Colo          | 1987 | 196 cm | 91 kg  |  |
| 3  | Stati Uniti (bandiera)                    | A     | Victor Rudd            | 1991 | 206 cm | 111 kg |  |
| 7  | Russia (bandiera)                         | PG    | Vitalij Fridzon        | 1985 | 194 cm | 90 kg  |  |
| 9  | Francia (bandiera)                        | P     | Léo Westermann         | 1992 | 198 cm | 89 kg  |  |
| 10 | Russia (bandiera)                         | AG    | Aleksandr Gan'kevič    | 1995 | 201 cm | 101 kg |  |
| 11 | Russia (bandiera)                         | AG    | Semën Antonov          | 1989 | 202 cm | 104 kg |  |
| 12 | Uzbekistan (bandiera) · Russia (bandiera) | AC    | Pavel Korobkov         | 1990 | 206 cm | 103 kg |  |
| 13 | Spagna (bandiera)                         | P     | Sergio Rodríguez Gómez | 1986 | 191 cm | 80 kg  |  |
| 20 | Russia (bandiera)                         | AG    | Andrej Voroncevič      | 1987 | 207 cm | 107 kg |  |
| 21 | Stati Uniti (bandiera)                    | AP    | Will Clyburn           | 1990 | 201 cm | 95 kg  |  |
| 22 | Stati Uniti (bandiera)                    | G     | Cory Higgins           | 1989 | 195 cm | 82 kg  |  |
| 30 | Russia (bandiera)                         | PG    | Michail Kulagin        | 1994 | 191 cm | 87 kg  |  |
| 31 | Russia (bandiera)                         | AG    | Viktor Chrjapa (C)     | 1982 | 203 cm | 101 kg |  |
| 41 | Russia (bandiera)                         | A     | Nikita Kurbanov        | 1986 | 202 cm | 99 kg  |  |
| 42 | Stati Uniti (bandiera)                    | C     | Kyle Hines             | 1986 | 198 cm | 111 kg |  |
| 44 | Stati Uniti (bandiera)                    | C     | Othello Hunter         | 1986 | 203 cm | 107 kg |  |
| 77 | Russia (bandiera)                         | C     | Alan Makiev            | 1991 | 210 cm | 111 kg |  |

| Allenatore                                                                                                |
| - Dīmītrīs Itoudīs                                                                                        |
| Assistente/i                                                                                              |
| - Anton Judin - Darryl Middleton - Andreas Pistiolīs Legenda - (C) Capitano - (IN) Inattivo - Infortunato |

## Mercato

### Sessione estiva
| Acquisti | Acquisti          | Acquisti           | Acquisti      | Acquisti |
| R.a      | Nome              | da                 | Modalità      |          |
| -------- | ----------------- | ------------------ | ------------- | -------- |
| A        | Anton Astapkovič  | Avtodor Saratov    | fine prestito |          |
| P        | Léo Westermann    | Žalgiris Kaunas    | definitivo    |          |
| P        | Sergio Rodríguez  | Philadelphia 76ers | definitivo    |          |
| AC       | Othello Hunter    | Real Madrid        | definitivo    |          |
| C        | Alan Makiev       | Avtodor Saratov    | definitivo    |          |
| AP       | Will Clyburn      | Darüşşafaka        | definitivo    |          |
| AG       | Aleksandr Gudumak | Nižnij Novgorod    | fine prestito |          |

| Cessioni | Cessioni          | Cessioni             | Cessioni       | Cessioni |
| R.       | Nome              | a                    | Modalità       |          |
| -------- | ----------------- | -------------------- | -------------- | -------- |
| GA       | Dmitrij Kulagin   | Lokomotiv Kuban'     | rescissione    |          |
| AG       | James Augustine   | Málaga               | fine contratto |          |
| P        | Miloš Teodosić    | L.A. Clippers        | fine contratto |          |
| P        | Aaron Jackson     | Beijing Ducks        | fine contratto |          |
| C        | Ivan Lazarev      | Zenit S. Pietroburgo | fine contratto |          |
| A        | Anton Astapkovič  | CSKA Mosca-Trinta    | prestito       |          |
| C        | Joel Freeland     |                      | ritirato       |          |
| AG       | Aleksandr Gudumak | Enisey Krasnojarsk   | prestito       |          |

### Dopo l'inizio della stagione
| Acquisti | Acquisti    | Acquisti      | Acquisti         | Acquisti   |
| R.       | Nome        | da            | Data             | Modalità   |
| -------- | ----------- | ------------- | ---------------- | ---------- |
| A        | Victor Rudd | Gaziantep BŞB | 15 febbraio 2018 | definitivo |

| Cessioni | Cessioni    | Cessioni   | Cessioni       | Cessioni    |
| R.       | Nome        | a          | Data           | Modalità    |
| -------- | ----------- | ---------- | -------------- | ----------- |
| A        | Victor Rudd | Free agent | 23 maggio 2018 | rescissione |